# Proporus minimus
Proporus minimus är en plattmaskart som först beskrevs av An der Lan 1936.  Proporus minimus ingår i släktet Proporus och familjen Proporidae. Inga underarter finns listade i Catalogue of Life.